# Jelena Kurjaković
Jelena Kurjaković Krbavska (? – Zadar, iza 1350.), hrvatska plemkinja, krbavska kneginja i klarisa iz velikaške obitelji Kurjakovića od roda plemenitih Gusića. Bila je kći krbavskog kneza Kurjaka Gusića († iza 1307.) i majke iz roda Šubića Bribirskih. Imala je trojicu braće, Budislava I. († iza 1346.), Pavla I. († 1340.) i Grgura I. († oko 1360.) te sestru Vladislavu (Vjekoslava, Velislava) († iza 1350.), suprugu vojvode Nelipca II. († 1344.) iz velikaške obitelji Nelipić.
Poslije rane očeve smrti iza 1307. godine, Jelena je s braćom i sestrom došla pod skrb i zaštitu njihova ujaka, bana i kneza Pavla Šubića Bribirskog († 1312.). Njen ujak ju je, u duhu sporazuma s knezom Hrvatinom Stjepanićem († prije 1315.) iz veljače 1305. godine, dao za surpugu Vukoslavu Hrvatiniću († prije 1343.) te poslao u Banicu u Donjim kraljevima. Jelena je sa suprugom imala trojicu sinova, Vlatka, Vuka i Pavla.
Dana 16. travnja 1343. godine stupila je u samostan u Šibeniku, a 1350. godine bila je zabilježena kao članica samostana sv. Nikole u Zadru u kojem je obitavala kao klarisa.

## Vanjske poveznice
- Kurjaković – Hrvatski biografski leksikon
- Hrvatinići – Hrvatski biografski leksikon
- Dodiri knezova Krbavskih sa srednjovjekovnom Bosnom – croris.hr